# 阮黃銀
阮黃銀（1984年10月21日—）是越南女子空手道運動員。
她在越南體育界的貢獻是參加世界空手道錦標賽競賽以及世界運動會競賽，第一位獲得冠軍金牌的越南女子運動員。

## 參賽獲獎
- 於芬蘭坦佩雷舉行的2006年世界空手道錦標賽（英语：2006 World Karate Championships）獲得亞軍銀牌
- 於日本東京舉行的2008年世界空手道錦標賽（英语：2008 World Karate Championships）獲得冠軍金牌
- 於中華民國台灣高雄市舉行的2009年世界運動會獲得冠軍金牌
- 於塞爾維亞貝爾格勒舉行的2010年世界空手道錦標賽（英语：2010 World Karate Championships）獲得亞軍銀牌
- 於哥倫比亞卡利舉行的2013年世界運動會獲得亞軍銀牌

## 外部連結
- 阮黃銀的Facebook專頁